# Daniel Rodríguez Risco
Daniel Rodríguez Risco (Lima, 11 de mayo de 1959) es un director, productor, escritor y educador peruano, cuyas películas se caracterizan por rozar lo fantástico y estar imbuidas de una cualidad misteriosa que resulta inquietante. Es ganador del Premio del Jurado del Festival de Cine de Montreal (2005), presidido por Theo Angelopolous; del Premio Especial del Jurado y del Premio del Jurado Joven COMUNDO en el Festival Internacional de Cine de Friburgo (2024), entre otros premios.

## Biografía

### Estudios
Completó su educación primaria y secundaria en Lima. A los 17 años, se trasladó a los Estados Unidos, donde cuatro años después obtuvo el título de Bachelor of Science in Economics de la Missouri University of Science and Technology. En 1999, recibió una beca para estudiar una maestría en cine en la New York University (NYU). Regresó a Perú para asumir el cargo de rector en la Universidad Privada del Norte (UPN).

### Escritor
En 1990 publicó su novela corta Disfraz de Niño (Peisa), la que fue traducida al francés.  
En agosto de 2013, la Editorial Planeta lanzó su libro de relatos "Amor condicional", como parte de su colección Autores Españoles e Iberoamericanos (AE&I). Este libro ha sido elogiado por su imprevisibilidad y prosa solvente. Iván Thays lo describió como un conjunto de cuentos donde el drama, el humor, el absurdo y la realidad se entrelazan de forma original. El crítico Santiago Bullard lo calificó como una pequeña obra maestra del género en su reseña para la revista Velaverde. Además, el poeta, narrador y periodista Luis Eduardo García destacó que "Amor condicional" enfatiza las contradicciones del amor y desmitifica sus epopeyas cotidianas, convirtiendo a Daniel Rodríguez Risco en una revelación literaria de los últimos años.
En el 2022, lanzó el relato ilustrado titulado Bestias junto a los Hermanos Magia. Ese mismo año estuvo nominado a los Premios Luces del diario El Comercio como Mejor Libro ilustrado o Cómic.
Una nueva edición, a cargo de El Colchón Books, se lanzó en junio del 2024.
| Año  | Título           | Género           | Editorial        |
| ---- | ---------------- | ---------------- | ---------------- |
| 2024 | Bestias          | Relato Ilustrado | El Colchón Books |
| 2013 | Amor Condicional | Relatos          | Planeta          |
| 1990 | Disfraz de niño  | Novela           | Peisa            |

### Educador
Daniel tiene una destacada trayectoria como educador. Fue socio fundador de la Universidad Privada del Norte (UPN), Universidad Peruana de Ciencias Aplicadas (UPC), Instituto Superior Tecnológico del Norte (ITN), Instituto Tecnológico de Asunción (ITA), y de los colegios Fleming College en Trujillo y Davy College en Cajamarca. Fue rector de la UPN hasta el 2011, año en que fue adquirida por Laureate International Universities.

### Cineasta
Es un cineasta prolífico, conocido por escribir, producir y dirigir diversos cortometrajes y largometrajes, varios de los cuales han sido éxitos de crítica y de taquilla, obtenido premios en prestigiosos festivales internacionales, y sido adquiridas por HBO, Netflix, Fox, Canal Plus, entre otros.
En 1997 fundó la productora cinematográfica Cinecorp, cuyo nombre cambió a El Colchón Films desde el 2021, estableciéndose como una fuerza innovadora en la industria del cine. 
Los cortometrajes de Rodríguez Risco han participado en más de setenta festivales de cine de todo el mundo y han sido ampliamente difundidos por medios internacionales.
El crítico Isaac León Frías ha observado un universo distintivo en los cortos de Rodríguez Risco. Sobre ellos ha escrito: “Un pequeño universo poblado por seres excéntricos que tienen algo de etéreo y lunar. Escenarios que rozan o se allanan por completo a la fantasía, fábulas adultas que trasuntan resonancias del teatro de Beckett y de Ionesco”.
Si bien sus películas más personales, como El acuarelista, El vientre, Trilogía Muda y Cuadrilátero, se caracterizan por rozar lo fantástico y estar imbuidas de una cualidad misteriosa que resulta inquietante, Daniel también ha incursionado con éxito en un cine más popular, como en sus cintas No Estamos Solos y Siete Semillas.
Actualmente se encuentra trabajando en la posproducción de su largometraje La costurera, protagonizada por Mayella Lloclla, Aitana Sánchez-Gijón y Luis Gnecco.
| Año  | Largometraje        | Director                         | Guionista                                                                   | Productor                                                           | Protagonistas | Reconocimientos |
| ---- | ------------------- | -------------------------------- | --------------------------------------------------------------------------- | ------------------------------------------------------------------- | --- | --- |
| 2025 | La Costurera        | Daniel Rodríguez Risco           | Daniel Rodríguez Risco, Gonzalo Rodriguez Risco y Eduardo Mendoza de Echave | Daniel Rodríguez Risco, Roxana Rivera                               | Mayella Lloclla, Aitana Sánchez-Gijón y Luis Gnecco                                                                             | Ganador del Concurso Nacional de Proyectos de Largometraje de Ficción - DAFO 2022 |
| 2024 | Cuadrilátero        | Daniel Rodríguez Risco           | Daniel Rodríguez Risco y Gonzalo Rodriguez Risco                            | Daniel Rodríguez Risco y Lucía Utano                                | Lizet Chávez, Gonzalo Molina, Fausto Molina, Amil Mikati, Valentina Saba, Gianfranco Brero                                      | Selección en Sección Primer Corte Ventana Sur 2022 |
| 2016 | Siete Semillas      | Daniel Rodríguez Risco           | Daniel Rodríguez Risco                                                      | Meaningful Entertainment y Tondero                                  | Carlos Alcántara, Javier Cámara, Gianella Neyra, Marco Zunino, Brando Gallesi                                                   | |
| 2016 | No Estamos Solos    | Daniel Rodríguez Risco           | Gonzalo Rodríguez                                                           | Miedo Entertainment y Cinecorp                                      | Marco Zunino, Fiorella Díaz, Lucho Cáceres y Zoe Arévalo                                                                        | |
| 2015 | Chavín de Huántar   | José Manuel Novoa                | -                                                                           | Wanda Films, Cinecorp y Fundación Wiese                             | - | |
| 2014 | El Vientre          | Daniel Rodríguez Risco           | Daniel Rodríguez Risco y Gonzalo Rodríguez Risco                            | Cinecorp                                                            | Vanessa Saba, Mayella Lloclla, Manuel Gold                                                                                      | Premio a la Postproducción (DAFO) y Nominado a mejor director en el Festival de Vancouver |
| 2008 | Altiplano           | Peter Brosens, Jessica Woodworth | Peter Brosens, Jessica Woodworth                                            | Ma.Ja.De Filmproduktion, Bo Films y CFWB                            | Magaly Solier, Jasmin Tabatabai, Olivier Gourmet                                                                                | Estrenado en Cannes |
| 2008 | El Acuarelista      | Daniel Rodríguez Risco           | Daniel Rodríguez Risco                                                      | Cinecorp                                                            | Miguel Iza, Sol Alba, Ana Cecilia Natteri, Enrique Victoria, Patricia Pereyra, Salvador del Solar, Sofía Rocha, Enrique Rovegno | Global Film Initiative |
| Año  | Mediometraje        | Director                         | Guionista                                                                   | Productor                                                           | Protagonistas | Reconocimientos |
| 2022 | Trilogía Muda       | Daniel Rodríguez Risco           | Daniel Rodríguez Risco                                                      | Lucía Utano, Daniel Rodríguez Risco, Felicitas Raffo y Pamela Livia | Gonzalo Molina, Giovanni Ciccia, Amil Mikati                                                                                    | NewBorn Short Film Festival (Alemania - Mejor Película) Agrinio International Film Festival 2023 (Grecia - Nominada a Mejor Película y Mejor Banda Sonora) Orion International Film Festival (Australia - Finalista) |
| Año  | Cortometraje        | Director                         | Guionista                                                                   | Productor                                                           | Protagonistas | Reconocimientos |
| 2021 | Cuellos Almidonados | Daniel Rodríguez Risco           | Daniel Rodríguez Risco                                                      | El Colchón Films                                                    | Lizet Chávez, Gonzalo Molina, Amil Mikati, Uma Mikati, Lelé Mikati                                                              | Premio Santa Lucía a Mejor Cortometraje en el Festival de Cortos de Bogotá – Bogoshorts Mejor Fotografía en el ÉCU – The European Independent Film Festival                                                          |
| 2005 | El diente de oro    | Daniel Rodríguez Risco           | Daniel Rodríguez Risco y Eduardo Mendoza                                    | Cinecorp                                                            | Giovanni Ciccia, Milagros Olivero                                                                                               | Premio del Jurado en el Festival de Cine de Montreal |
| 2003 | Confianza           | Daniel Rodríguez Risco           | Daniel Rodríguez Risco                                                      | Cinecorp                                                            | Eduardo Cesti, Joel Ezeta, Juan Manuel Ochoa                                                                                    | Mejor Cortometraje CONACINE |
| 2002 | Páramo              | Daniel Rodríguez Risco           | Daniel Rodríguez Risco                                                      | Cinecorp                                                            | Jimena Lindo, Delfina Paredes, Juan Carlos Salazar                                                                              | |
| 1999 | Triunfador          | Daniel Rodríguez Risco           | Daniel Rodríguez Risco y Daniel Dillon                                      | Cinecorp                                                            | Hernán Romero, Vanessa Saba | Competencia Oficial del Clermont-Ferrand Film Festival |
| 1998 | El Colchón          | Daniel Rodríguez Risco           | Daniel Rodríguez Risco                                                      | Cinecorp                                                            | Gonzalo Molina | Mejor Cortometraje CONACINE y Mención honrosa en el Festival Internacional de Cine de Cartagena |

## Obras

### Libros
- Disfraz de Niño, (Peisa,1990), Novela Corta
- Amor condicional, (Planeta, 2013), Libro de Relatos
- Bestias, (El Colchón Books, 2024), Relato Ilustrado con Hermanos Magia

### Películas
- El colchón (Cortometraje, 1998)
- Triunfador (Cortometraje,1999)
- Páramo (Cortometraje, 2001)
- El diente de oro (Cortometraje, 2005)
- El acuarelista (Largometraje, 2008)
- El vientre (Largometraje, 2013)
- No estamos solos (Largometraje, 2015)
- Siete Semillas (Largometraje, 2016)
- Cuellos Almidonados  (Cortometraje, 2021)
- Trilogía Muda  (Mediometraje, 2022)
- Cuadrilátero (Largometraje, 2024)
- La Costurera (Largometraje, estreno en 2025)

### Premios
- Festival de cine de Cartagena - Mención honrosa del Jurado, 1999. “El colchón”
- Premio CONACINE, 2003. “El colchón”
- Festival Internacional de Cine de Montreal - Premio del Jurado, 2005. “El diente de oro"
- Festival de Cine Peruano de París - Mención honrosa del Jurado, 2009. “El acuarelista”
- Dirección del Audiovisual, la Fonografía y los Nuevos Medios del Ministerio de Cultura  - Premio a la posproducción, 2013. “El vientre”
- Festival de Cortos de Bogotá, Bogoshorts, 2021 - Premio Santa Lucía a Mejor Cortometraje F3 “Cuellos Almidonados”
- ÉCU – The European Independent Film Festival, 2021 – Premio por Mejor Fotografía “Cuellos Almidonados”
- NewBorn Short Film Festival - Mejor Pelicula, 2023. "Trilogía Muda"
- Concurso Nacional de Proyectos de Largometraje de Ficción de DAFO – Ganador, 2022. "La Costurera"
- Festival International du Film de Fribourg - Premio Especial del Jurado y Premio del Jurado Joven COMUNDO, 2024. "Cuadrilátero"